# Alain Mayoud
Alain Mayoud, né le 7 décembre 1942 à L'Arbresle (Rhône) et mort le 23 mai 1993 à Saint-Romain-de-Popol (Rhône), est un homme politique français.

## Biographie
Il fait ses débuts à Jeune Nation. 

## Détail des fonctions et des mandats
Mandats locaux
- 1977 - 1983 : Maire de Saint-Romain-de-Popol
- 1983 - 1989 : Maire de Saint-Romain-de-Popol
- 1989 - 23 mai 1993 : Maire de Saint-Romain-de-Popol
- 1992 - 23 mai 1993 : Vice-président du Conseil régional de Rhône-Alpes

Mandats parlementaires
- 11 mars 1973 - 2 avril 1978 : Député de la 9e circonscription du Rhône
- 12 mars 1978 - 22 mai 1981 : Député de la 9e circonscription du Rhône
- 14 juin 1981 - 1er avril 1986 : Député de la 9e circonscription du Rhône
- 16 mars 1986 - 14 mai 1988 : Député du Rhône
- 5 juin 1988 - 1er avril 1993 : Député de la 8e circonscription du Rhône
- 21 mars 1993 - 23 mai 1993 : Député de la 8e circonscription du Rhône

Autre fonction
- 30 septembre 1981 - 1er juillet 1986 : Membre de l'Assemblée parlementaire du Conseil de l'Europe